# Villa Kutter
 (juillet 2024).
La Villa Kutter est un bâtiment à Luxembourg-Ville, au Lampertsberg sur l' avenue Pasteur. Ce bâtiment a été construit sous les plans de l'architecte luxembourgeois Hubert Schumacher, dans un style Bauhaus, comme atelier et lieu de résidence pour le peintre luxembourgeois Joseph Kutter et sa famille. Après quelques modifications, une rénovation a eu lieu au courant de l'année 2022-23 dans le but de retrouver, le plus que possible, l'aspect original du bâtiment.
La Villa Kutter est rentrée, le 19 juillet 2018, dans la liste des Zousazinventaire vun den Nationale Architekturierfschafte klasséiert, traduit littéralement, inventaire supplémentaire des patrimoines architecturaux classés.

## Histoire
En 1924, Joseph Kutter et sa femme Rosalie Seldmayr, se sont installé à Luxembourg-Ville, et dès 1927 ils soumettent des plans pour construire une maison sur la Pasteurstroos ( avenue Pasteur ). Ces plans n'ont pas eu lieu, mais un deuxième. Ce projet vient de Hubert Schumacher, tout juste sorti de l'université. La maison a été construite dans les années 1928-29, cette maison fût la première maison de Luxembourg à avoir un style Bauhaus, le style comporte des formes carrées, des lignes droites et un toit plat.
Dès 1937, les premières modifications sur la maison ont eues lieues: les plans de Tony Biwer, comportaient des arcades. Quelques années plus tard, pendant la guerre et un an après la mort de Kutter, un toit de style architectural bavarois fut installé en 1942 sous les plans de Arthur Thill. Le toit-terrasse aurait, probablement, causé des problèmes d'humidités, mais le nouveau toit a fait disparaître presque complètement le design original. En 1981, l'intérieur de la villa fut rénové, dans l'atelier tout le mur opposé aux fenêtres était recouvert d'une cheminée et d'une bibliothèque, de sorte qu'il ne restait plus grand chose de l'atelier.
Dans les années 2010, un couple d'artiste, qui étaient amis avec la famille de Kutter, et avec l'architecte Diane Heirend, de ramener la villa, le plus que possible, l'état dans lequel Schumacher avait prévu.

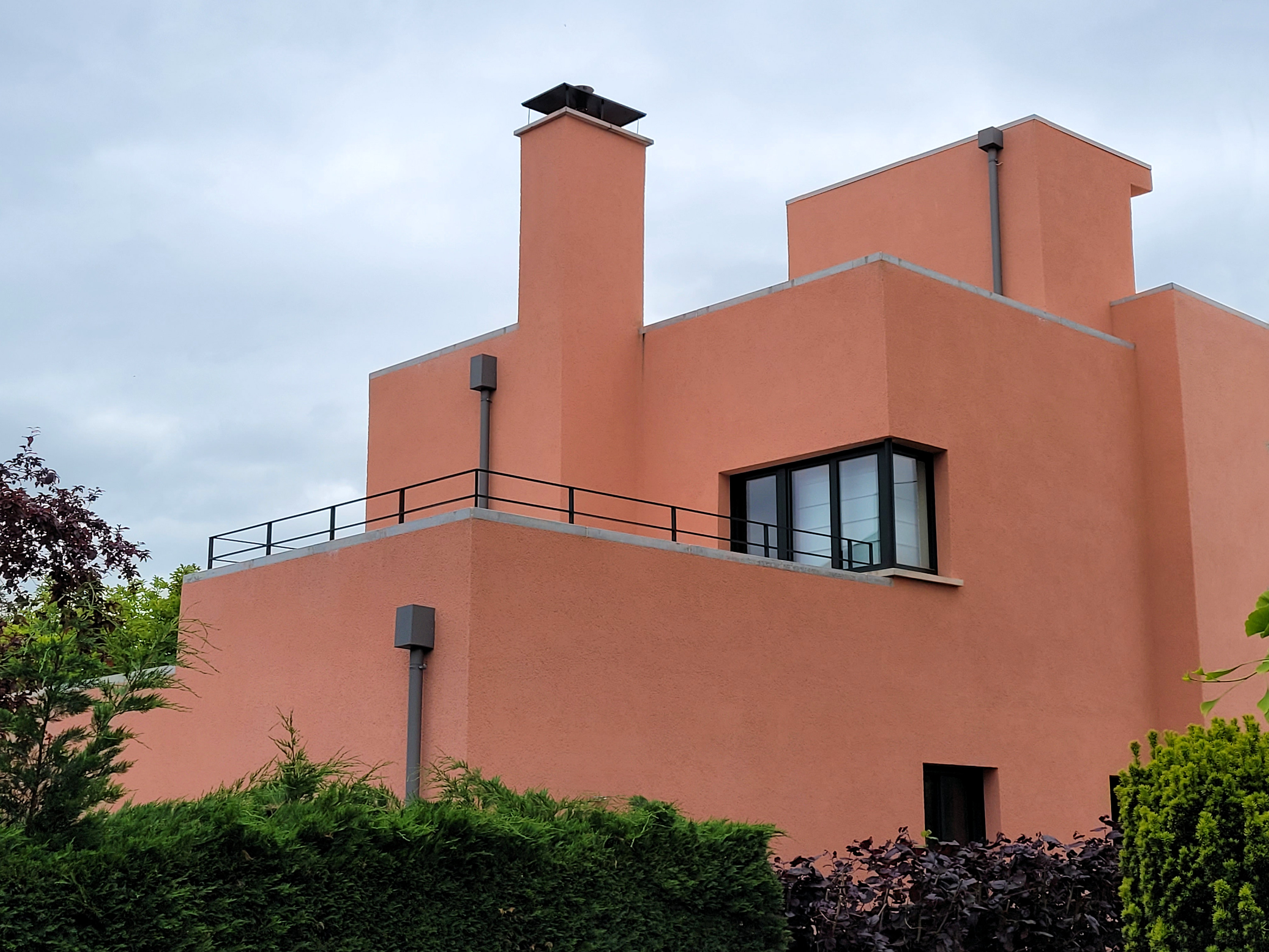

## Littérature
- Erwan Nonet: "La délivrance de la Villa Kutter." d'Lëtzebuerger Land 23.02.2024, S.17-18.

## Articles annexes
- Liste des monuments nationaux de Luxembourg-Ville